# Coeliccia brachysticta
Coeliccia brachysticta är en trollsländeart som beskrevs av Friedrich Ris 1912. Coeliccia brachysticta ingår i släktet Coeliccia och familjen flodflicksländor. IUCN kategoriserar arten globalt som otillräckligt studerad. Inga underarter finns listade i Catalogue of Life.